# Mabrya
Mabrya je biljni rod iz porodice trpučevki, dio potporodice Antirrhinoideae. 
Sastoji se od 6 vrsta bilja iz Arizone i Meksika. Tipična je Maurandya acerifolia Pennell,  sinonim za Mabrya acerifolia.

## Etimologija
Latinsko ime roda dolazi po Tomu J. Mabryju, 1932. – 2015., američkom botaničaru i fitokemičaru.

## Opis
Višegodišnje zeljaste biljke drvenastog kaudeksa i naizmjeničnih listova. Cvatovi pazušni, cvjetovi pojedinačni; brakteje odsutne. Pediceli prisutni; brakteole odsutne. Cvjetovi dvospolni; čašnih listića 5, bazalno spojenih, čaška radijalno simetrična, zvonasta, režnjevi jajasti; vjenčić žuti do ružičasti, crveni, bilateralno simetričan, dvostruk, cjevast, cjevasta baza nije ostrugasta, režnjeva 5, abaksijalnih 3, adaksijalnih 2; prašnika 4, bazalno priraslih za vjenčić, dvostruki, niti žljezdasto dlakave; staminod 1, nitast; jajnik 2-lokularni, osovina posteljice; stigma 2-režnjevita. Plodovi kapsule, dehiscencija lokulicidna. Sjemenke 20-300, tamno smeđe, duguljaste (elipsoidne), krila odsutna. x = 12.
Mabrya je definirana s nekoliko vegetativnih karakteristika uključujući viseće ili uspravne, lomljive stabljike, ravne peteljke i žljezdano-dlakave stabljike, lišće i cvijeće. Vrste Mabrya većina je autora ranije smjestila u Maurandya Ortega; u Mabriji su ih prepoznali W.J.Elisens (1985), D.A.Sutton (1988) i E.Fischer (2004). Filogenetski odnosi Mabrya temeljeni na morfološkim karakteristikama ili su nerazjašnjeni (M. Ghebrehiwet et al. 2000) ili loše razjašnjeni (Elisens) zbog karakternog polimorfizma i nedostatka sinapomorfija za rod. Molekularni ITS podaci smjestili su Holmgrenanthe u kladu Cymbalaria (M. Fernández-Mazuecos et al. 2013.), u podkladu od sedam rodova koja je bila sestra rodovima Asarina i Cymbalaria.

## Vrste
1. Mabrya acerifolia (Pennell) Elisens
2. Mabrya coccinea (I.M.Johnst.) Elisens
3. Mabrya erecta (Hemsl.) Elisens
4. Mabrya flaviflora (I.M.Johnst.) D.A.Sutton
5. Mabrya geniculata (B.L.Rob. & Fernald) Elisens
6. Mabrya rosei (Munz) Elisens

## Sinonimi
- Maurandya Rothm.; (1943)